# James Martin Hayes
James Martin Hayes (27 de maio de 1924 — 2 de agosto de 2016 ) foi um prelado canadense da igreja católica romana.  
Hayes nasceu em Halifax, Nova Escócia e foi ordenado sacerdote em 15 de junho de 1947.  Ele foi nomeado bispo auxiliar da Arquidiocese de Halifax, bem como bispo titular de Reperi, em 5 de fevereiro de 1965 e consagrada em 20 de abril de 1965. Hayes participou do Concílio Vaticano II. Papa Paulo VI nomeou-o arcebispo da Arquidiocese de Halifax em 22 de junho de 1967. Ele é conhecido como um líder na renovação litúrgica. Ele renunciou em 6 de novembro de 1990, e passou a viver em Herring Cove, Nova Escócia a partir de 2015.
Morreu em 2 de agosto de 2016, aos 92 anos. 